# 约翰·霍普纳

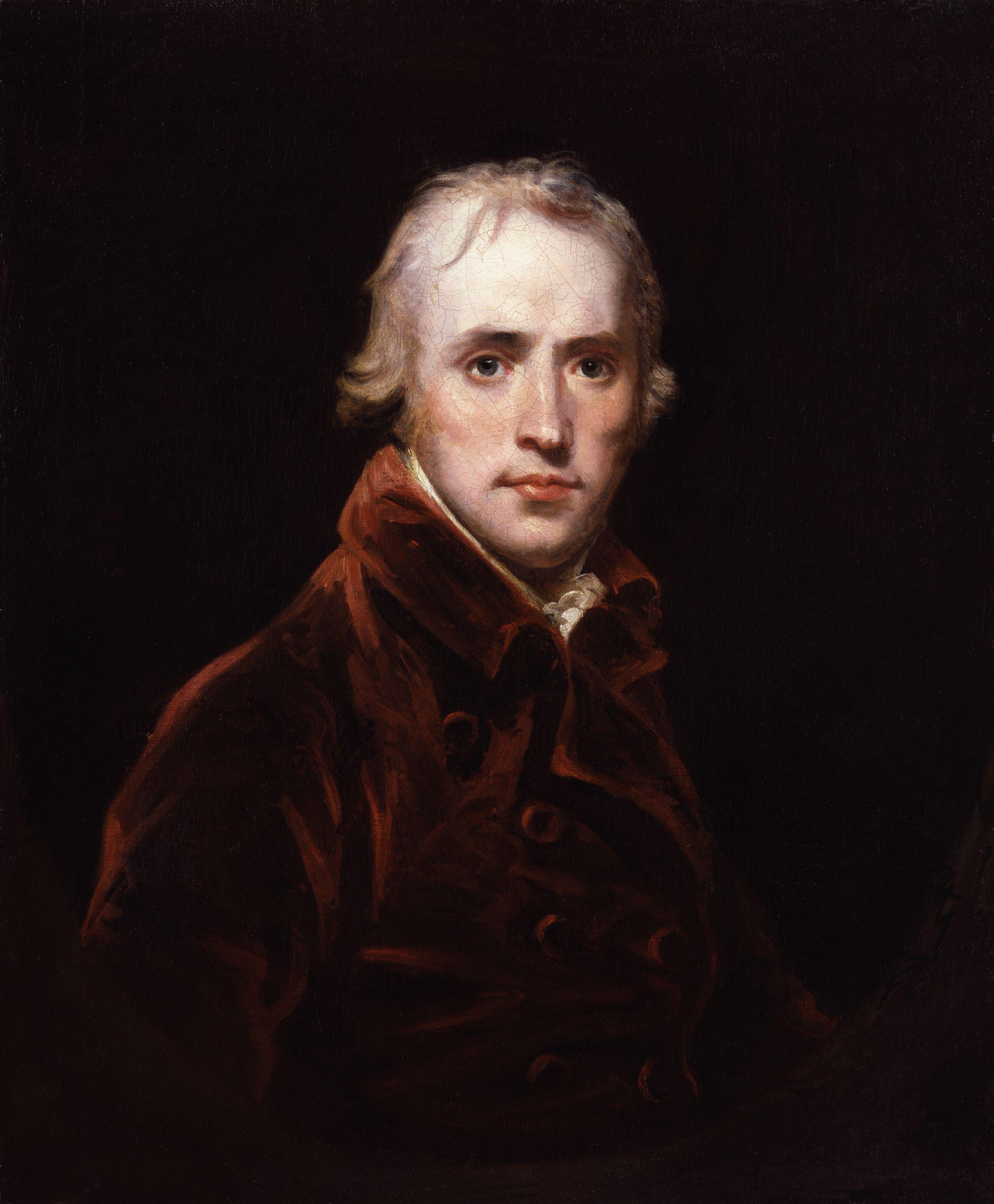
自画像，约1780年

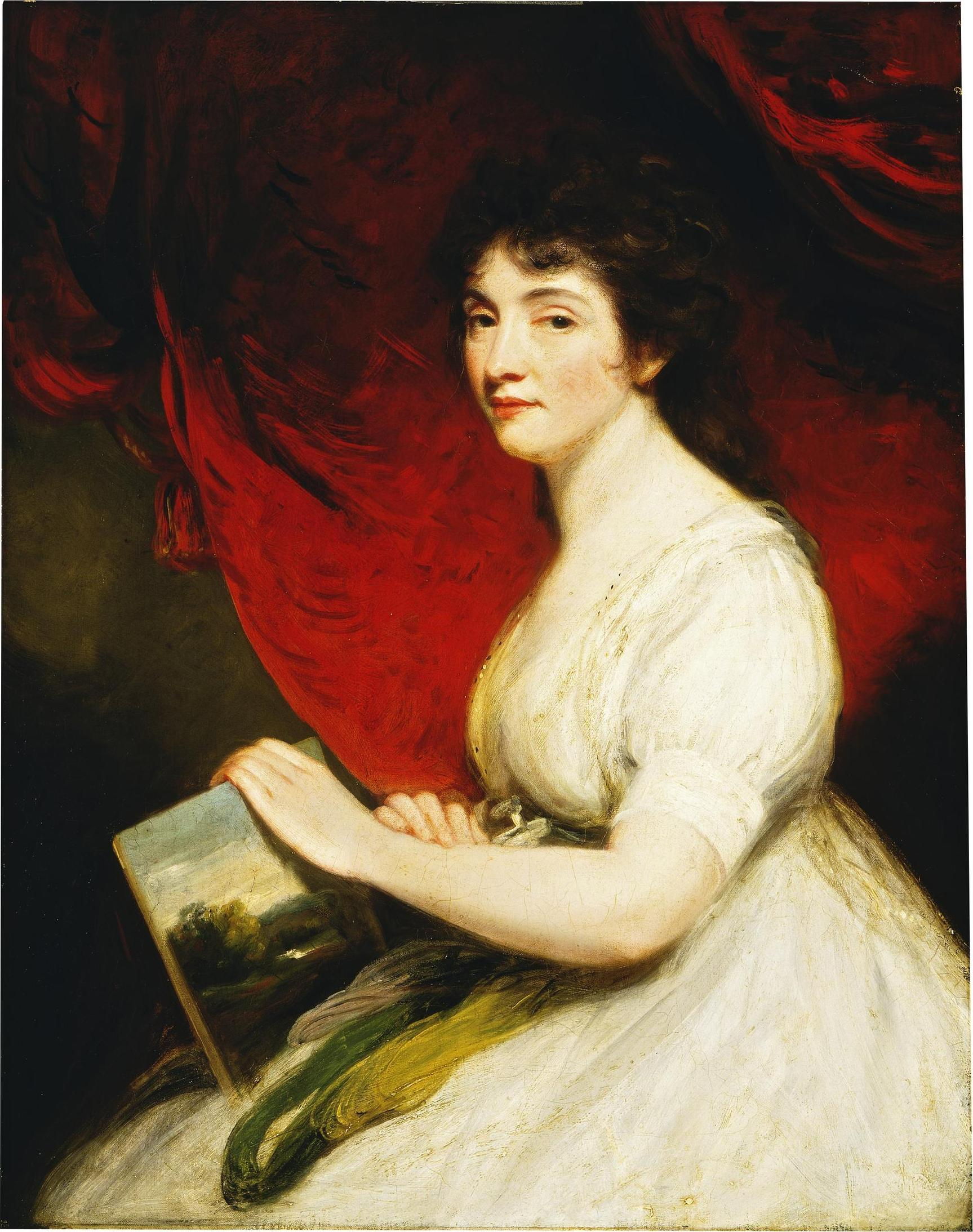
玛丽·林伍德小姐，约1800年

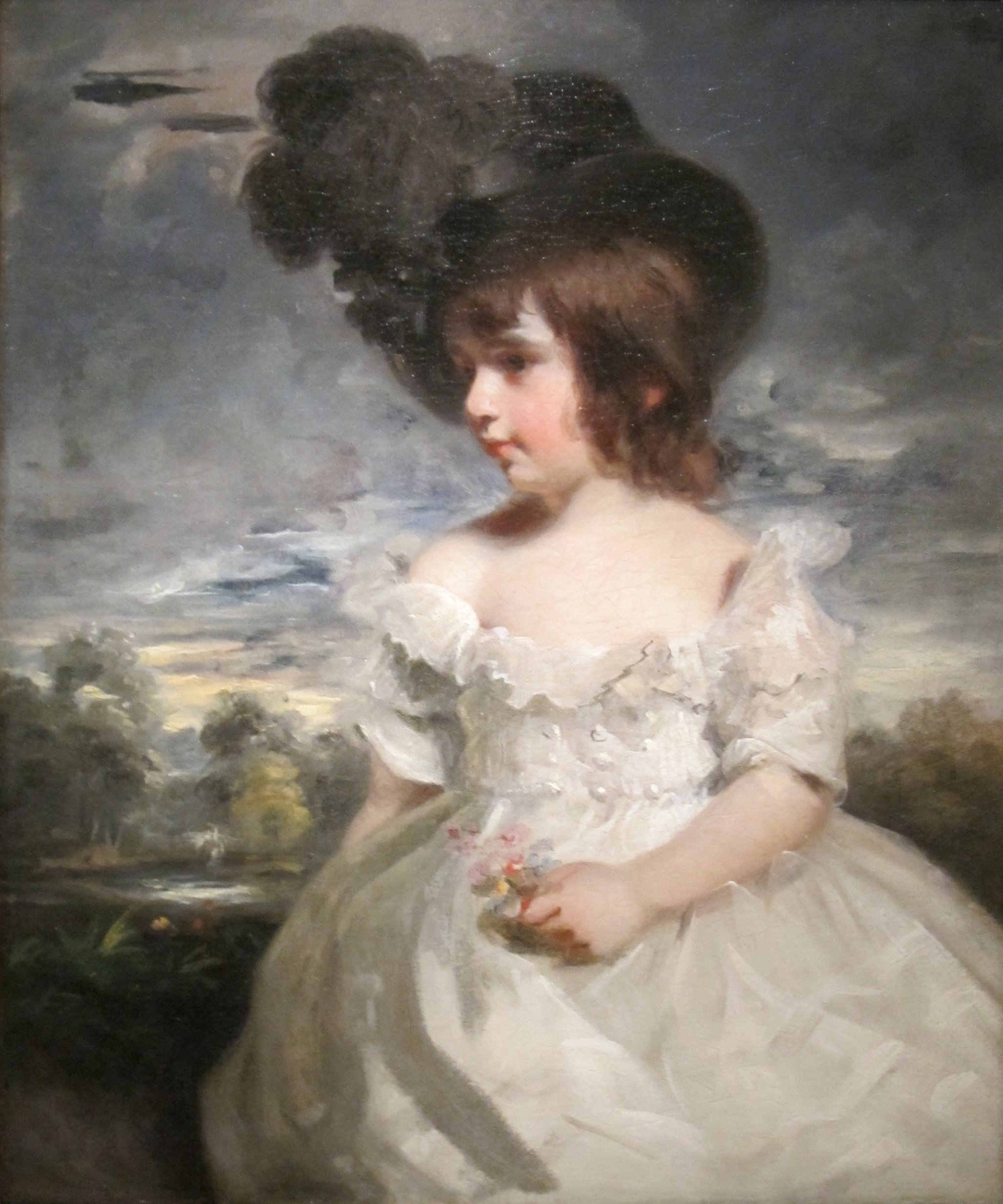
梅里克少主人（图中主人公为威廉·亨利·梅里克），约1793年

约翰·霍普纳（John Hoppner，1758年—1810年），英国画家，作品以肖像画为主。

## 生平
约翰·霍普纳生于英国伦敦。1775年，进入皇家艺术研究院。1778年，因写生获得银质奖章。1782年，获得艺术研究院的最高奖-金质奖章。